# Brereton Jones
Brereton Chandler Jones (* 27. Juni 1939 in Gallipolis, Ohio; † 18. September 2023) war ein US-amerikanischer Politiker und Gouverneur des Bundesstaates Kentucky.

## Frühe Jahre und politischer Aufstieg
Jones absolvierte 1961 die University of Virginia. Sein politischer Aufstieg begann in West Virginia. Dort war er als Mitglied der Republikanischen Partei zwischen 1965 und 1969 Mitglied des Abgeordnetenhauses.  Später verließ er die Republikaner und trat zur Demokratischen Partei über. Nach seinem Umzug nach Kentucky gründete er 1972 zusammen mit seiner Frau Libby ein Gestüt, in dem Rassepferde gezüchtet wurden. Außerdem war Jones im Immobiliengeschäft tätig. Im Jahr 1987 wurde er überraschend als Außenseiter demokratischer Kandidat für das Amt des Vizegouverneurs von Kentucky. Er gewann die Wahlen und amtierte die nächsten vier Jahre als Stellvertreter von Gouverneur Wallace Wilkinson. Allerdings war das Verhältnis der beiden Männer angespannt. Als 1991 die nächsten Gouverneurswahlen anstanden, durfte Wilkinson wegen einer Verfassungsklausel nicht kandidieren. Die Ehefrau von Wilkinson scheiterte in den Vorwahlen zur Nominierung. Vizegouverneur Jones wurde zum demokratischen Kandidaten gewählt.

## Gouverneur von Kentucky
Die eigentlichen Wahlen gewann Jones mit 64,7 % der Stimmen gegen Larry Hopkins, der auf 35,3 % der Stimmen kam. Seine Amtszeit begann am 10. Dezember 1991 und endete am 12. Dezember 1995. Als Gouverneur setzte er sich sehr für den Umweltschutz ein und verärgerte damit die Industrie, vor allem die Besitzer von Kohlenbergwerken, denen er Restriktionen für den Kohleabbau auferlegte. Er versuchte auch das Problem der Krankenversicherung in Kentucky zu lösen. Dieses Unterfangen blieb aber in den Anfängen stecken. Noch 2005 war die mangelnde Krankenversicherung nicht nur in Kentucky ein Problem, sondern auch in anderen Teilen der USA. In Kentucky waren 2005 mehr als 500.000 Berufstätige nicht krankenversichert, was 19 % der arbeitenden Bevölkerung entsprach. Der Gouverneur setzte auch eine Verfassungsänderung für Kentucky durch, die gewählten Amtsinhabern, einschließlich des Gouverneurs, eine zweite zusammenhängende Amtszeit in den jeweiligen Ämtern ermöglichte. Sein Vorgänger Wilkinson hatte auch schon einen Versuch in diese Richtung unternommen, war aber an der Forderung gescheitert, dass diese Regelung gleich für ihn selbst gelten sollte. Jones vermied dieses Problem, indem er einer Übergangsklausel zustimmte, die ihn und alle anderen Amtsinhaber vor dem Inkrafttreten der neuen Verfassung von einer zweiten Amtszeit ausschloss. Durch eine solide Haushaltspolitik gehört Brereton Jones zu den wenigen Gouverneuren, die einen Haushaltsüberschuss erwirtschafteten.

## Weiterer Lebenslauf
Nach dem Ende seiner Amtszeit widmete sich Jones wieder der Pferdezucht. Seine Pferde haben inzwischen viele Preise gewonnen, und das Gestüt hat einen internationalen Ruf erworben. Im Jahr 2003 hatte Jones mit dem Gedanken gespielt, sich nochmals um das Amt des Gouverneurs zu bewerben. Er entschied sich aber dann doch gegen diesen Plan und verzichtete auf eine Kandidatur. Jones war mit Libby Lloyd verheiratet, das Paar hat zwei Kinder.
Brereton Chandler Jones starb im September 2023 im Alter von 84 Jahren.